# Војин Митровић
Војин Митровић (Доњи Бродац код Бијељине, 27. април 1961) српски је политичар, функционер Савеза независних социјалдемократа (СНСД) и министар транспорта и комуникација у Савјету министара Босне и Херцеговине. Бивши је народни посланик у Народној скупштини Републике Српске и посланик у Представничком дому Парламентарне скупштине Босне и Херцеговине.

## Биографија
Војин Митровић је рођен 27. априла 1961. године од оца Рајка и мајке Марије. Рођен је у селу Доњи Бродац код Бијељине. Основну и средњу школу завршава у родном мјесту, а затим одлази на Факултет техничких наука у Новом Саду гдје је стекао диплому машинског инжињера. Магистрирао је 1999. године, а докторирао 2007. године. Након дипломирања 1984. кратко је радио као асистент на Факултету техничких наука у Новом Саду. После тога почиње да ради у фабрици „Мајевица” у Бачкој Паланци. Следеће радно мјесто му је у Фабрици савитљивих цијеви и вратила „Panaflex”, која је тада пословала под именом UNIS „Mladost“. Ту је радио до 1992. године када долази на функцију директора своје новоосноване фирме „Oktan promet“. Након девет година у процесу приватизације купује један дио „Panaflexovih“ акција, а 2007. године његова фирма купује дио тог предузећа. 
У свом власништву има и фирме „Šipad komerc“ и „Oktan promet“. Обје фирме се налазе у Бијељини. Ове фирме имају акције у јавним предузећима „Поште Српске”, „Комуналац” а. д. Бијељина и ПД „Семберија”.
Члан Савеза независних социјалдемократа (СНСД) постао је 2005. године, да би 2012. године иступио из ње. Пред опште изборе у Босни и Херцеговини двије године касније постаје члан Народног демократског покрета (НДП), те на тим изборима у октобру добија посланички мандат у Народној скупштини Републике Српске. Међутим, мјесец дана након избора иступа из НДП-а и постаје опет члан СНСД-а.
Члан је Надзорног одбора бијељинског јавног предузећа „Комуналац”.

## Страначка припадност
| Странка                           | Мјесто | Година     |
| --------------------------------- | ------ | ---------- |
| Савез комуниста Југославије       | Члан   | 1979-1990  |
| Савез независних социјалдемократа | Члан   | 2005-2012  |
| Народни демократски покрет        | Члан   | 2014.      |
| Савез независних социјалдемократа | Члан   | 2014-данас |

## Приватни живот
Војин Митровић је ожењен и са супругом Нелом има двоје дјеце, Стефана и Јелену. 